# Belgisch Museum van de Vrijmetselarij
Het Belgisch Museum van de Vrijmetselarij (Frans: Musée belge de la Franc-Maçonnerie) is een museum in Brussel-stad. Het werd opgericht in 1985, daarna gesloten en heropend in 2011. Het museum heeft tot doel het publiek beter bekend te maken met de vrijmetselarij. 
In tegenstelling tot de beslotenheid en vertrouwelijkheid waar de vrijmetselarij bekend om staat, biedt dit museum een beeld achter de schermen, een verduidelijking van de doelstellingen en een overzicht van de geschiedenis van dit genootschap. Het museum richt zich daarbij niet alleen op België maar ook op de vrijmetselarij in de rest van Europa. 
Het museum beschikt over een collectie die teruggaat tot en met de 18e eeuw. Ze bevat onder meer medailles, linten, juwelen, schootsvellen, 	decors, kentekens van de werkplaatsen en boeken.